# Apia International Sydney 2014
Apia International Sydney 2014 - чоловічий і жіночий тенісний турнір, що проходив на відкритих кортах з твердим покриттям у Сіднеї (Австралія). Належав до Туру ATP 2014 і Туру WTA 2014. Це був 122-й за ліком турнір. Тривав з 5 до 11 січня 2014 року.
Чинна чемпіонка Агнешка Радванська, а також серед чоловіків Хуан Мартін дель Потро, Єжи Янович і Бернард Томіч оголосили про свою участь у турнірі.

## Нарахування очок
| Дисципліна                 | П   | Ф   | ПФ  | ЧФ  | 1/8 | 1/16 | Q   | Q3  | Q2  | Q1  |
| Одиночний розряд, чоловіки | 250 | 150 | 90  | 45  | 20  | 0    | 12  | 6   | 0   | 0   |
| Парний розряд, чоловіки    | 250 | 150 | 90  | 45  | 0   | Н/Д  | Н/Д | Н/Д | Н/Д | Н/Д |
| Одиночний розряд, жінки    | 470 | 305 | 185 | 100 | 55  | 1    | 25  | 18  | 13  | 1   |
| Парний розряд, жінки       | 470 | 305 | 185 | 100 | 1   | Н/Д  | Н/Д | Н/Д | Н/Д | Н/Д |

## Призові гроші
| Дисципліна                 | П        | Ф       | ПФ      | ЧФ      | 1/8    | 1/161  | Q3     | Q2     | Q1   |
| Одиночний розряд, чоловіки | $82,040  | $43,210 | $23,405 | $13,335 | $7,860 | $4,655 | $750   | $360   | Н/Д  |
| Парний розряд, чоловіки *  | $24,920  | $13,100 | $7,100  | $4,060  | $2,380 | Н/Д    | Н/Д    | Н/Д    | Н/Д  |
| Одиночний розряд, жінки    | $120,000 | $64,000 | $33,865 | $18,220 | $9,700 | $5,385 | $2,210 | $1,010 | $635 |
| Парний розряд, жінки *     | $38,000  | $20,000 | $11,000 | $5,600  | $3,035 | Н/Д    | Н/Д    | Н/Д    | Н/Д  |

1 Кваліфаєри отримують і призові гроші 1/16 фіналу

* на пару

## Учасники чоловічих змагань

### Сіяні
| Країна    | Гравець                | Рейтинг1 | Посіяний |
| --------- | ---------------------- | -------- | -------- |
| Аргентина | Хуан Мартін дель Потро | 5        | 1        |
| Польща    | Єжи Янович             | 21       | 2        |
| Італія    | Андреас Сеппі          | 25       | 3        |
| Росія     | Дмитро Турсунов        | 29       | 4        |
| Франція   | Жульєн Беннето         | 35       | 5        |
| Хорватія  | Марин Чилич            | 37       | 6        |
| Іспанія   | Марсель Гранольєрс     | 38       | 7        |
| Фінляндія | Яркко Ніємінен         | 39       | 8        |

- 1 Рейтинг подано станом на 30 грудня 2013.

### Інші учасники
Нижче наведено учасників, які отримали вайлдкард на участь в основній сітці:
- Марінко Матосевич
- Меттью Ебден
- Сем Грот

Нижче наведено гравців, які пробились в основну сітку через стадію кваліфікації:
- Ян-Леннард Штруфф
- Блаж Кавчич
- Раян Гаррісон
- Сергій Стаховський

Гравці, що потрапили в основну сітку як щасливий лузер:
- Альберт Рамос

### Відмовились від участі
До початку турніру
- Ніколас Альмагро → його замінив  Бернард Томіч
- Фабіо Фоніні (розтягнення лівої ноги) → його замінив  Ніколя Маю
- Вашек Поспішил (травма спини) → його замінив  Альберт Рамос

### Знялись
- Едуар Роже-Васслен (втома)

## Учасники основної сітки в парному розряді

### Сіяні
| Країна | Гравець            | Країна   | Гравець              | Рейтинг1 | Сіяний |
| ------ | ------------------ | -------- | -------------------- | -------- | ------ |
| США    | Боб Браян          | США      | Майк Браян           | 1        | 1      |
| Індія  | Леандер Паес       | Чехія    | Радек Штепанек       | 19       | 2      |
| Індія  | Роган Бопанна      | Пакистан | Айсам-уль-Хак Куреші | 28       | 3      |
| Польща | Маріуш Фирстенберг | Польща   | Марцін Матковський   | 38       | 4      |

- 1 Рейтинг подано станом на 30 грудня 2013.

### Інші учасники
Нижче наведено пари, які отримали вайлдкард на участь в основній сітці:
- Джеймс Дакворт /  Сем Грот

Наведені нижче пари отримали місце як заміна:
- Михайло Єлгін /  Денис Істомін

### Відмовились від участі
До початку турніру
- Меттью Ебден (травма лівої щиколотки)

## Учасниці

### Сіяні
| Країна    | Гравчиня           | Рейтинг1 | Посіяна |
| --------- | ------------------ | -------- | ------- |
| Польща    | Агнешка Радванська | 5        | 1       |
| Чехія     | Петра Квітова      | 6        | 2       |
| Італія    | Сара Еррані        | 7        | 3       |
| Сербія    | Єлена Янкович      | 8        | 4       |
| Німеччина | Анджелік Кербер    | 9        | 5       |
| Данія     | Каролін Возняцкі   | 10       | 6       |
| Румунія   | Сімона Халеп       | 11       | 7       |
| США       | Слоун Стівенс      | 12       | 8       |

- 1 Рейтинг подано станом на 30 грудня 2013.

### Інші учасниці
Нижче наведено учасниць, які отримали вайлдкард на участь в основній сітці:
- Ярміла Ґайдошова
- Айла Томлянович

Нижче наведено гравчинь, які пробились в основну сітку через стадію кваліфікації:
- Лорен Девіс
- Вікторія Дувал
- Бетані Маттек-Сендс
- Крістіна Макгейл
- Паула Ормаечеа
- Цветана Піронкова

Такі тенісистки потрапили в основну сітку як Щасливі лузери:
- Юлія Гергес
- Варвара Лепченко

### Відмовились від участі
До початку турніру
- Джеймі Гемптон (травма стегна) → її замінила  Юлія Гергес
- Слоун Стівенс (травма зап'ястка) → її замінила  Варвара Лепченко

### Знялись
- Бетані Маттек-Сендс (lumbar spine injury)

## Учасниці в парному розряді

### Сіяні
| Країна   | Гравчиня          | Країна   | Гравчиня           | Рейтинг1 | Сіяна |
| -------- | ----------------- | -------- | ------------------ | -------- | ----- |
| Італія   | Сара Еррані       | Італія   | Роберта Вінчі      | 2        | 1     |
| Чехія    | Квета Пешке       | Словенія | Катарина Среботнік | 22       | 2     |
| Зімбабве | Кара Блек         | Індія    | Саня Мірза         | 22       | 3     |
| США      | Ракель Копс-Джонс | США      | Абігейл Спірс      | 46       | 4     |

- 1 Рейтинг подано станом на 30 грудня 2013.

### Інші учасниці
Нижче наведено пари, які отримали вайлдкард на участь в основній сітці:
- Сімона Халеп /  Ралука Олару
- Ярміла Ґайдошова /  Айла Томлянович

## Переможці

### Одиночний розряд, чоловіки
- Хуан Мартін дель Потро —  Бернард Томіч 6–3, 6–1

### Одиночний розряд, жінки
- Цветана Піронкова —  Анджелік Кербер, 6–4, 6–4

### Парний розряд, чоловіки
- Деніел Нестор /  Ненад Зімоньїч —  Роган Бопанна /  Айсам-уль-Хак Куреші 7–6(7–3), 7–6(7–3)

### Парний розряд, жінки
- Тімеа Бабош /  Луціє Шафарова —  Сара Еррані /  Роберта Вінчі, 7–5, 3–6, [10–7]